# Hot (cântec de Avril Lavigne)
Hot este cel de-al treilea disc single extras de pe albumul The Best Damn Thing, al cântăreței de origine canadiană Avril Lavigne. Cântecul a fost lansat în octombrie 2007; deși a beneficiat de promvoare adiacentă, piesa nu s-au bucurat de succesul scontat.

## Informații
Produs de către Lukasz „Dr. Luke” Gottwald, Hot este cel de-al treilea single extras de pe albumul The Best Damn Thing. Pentru o mai buna promovare a acestei melodii, Avril Lavigne plănuiește să lanseze în Japonia o versiune în limba japoneză a singleului. De asemenea, artista a interpretat această melodie în cadrul premiilor MTV Europe Music Awards, ediția anului 2007. De asemenea, melodia a putut fi auzită de-a lungul episodului difuzat pe data de 6 iulie a emisiunii britanice The Friday Night Project. Spre deosebire de singleul precedent: When You're Gone, care este o baladă, Hot seamănă mai mult din punct de vedere muzical cu primul extras pe single de pe albumul The Best Damn Thing: Girlfriend. Ambele au ritmuri rapide, alerte și au elemente clasice ale muzicii punk, rock.
Singleul Hot a reprezentat un succes major pentru Avril Lavigne în țările anglofone, unde melodia a obținut poziții respectabile. În cadrul topului Billboard Hot 100, piesa a debutat pe locul nouăzeci și cinci, dar a ieșit săptămâna următoare, devenind astfel un insucces major în S.U.A.. Însă această dezamăgire a fost uitată datorită pozițiilor ocupate în Canada, Liban, Filipine și Letonia, unde melodia a obținut un succes nesperat. În România singleul nu a primit o atenție specială din partea posturilor radio și televizate, care au difuzat-o rareori, ea nereușind astfel să intre în primele nouăzeci de locuri ale topului Romanian Airplay Chart, obținând o modestă poziție nouăzeci și unu. Astfel Hot reprezintă cea mai prost clasată piesă a artistei, de după Nobody's Home.

## Videoclip
Videoclipul filmat pentru acest single a fost produs de către Matthew Rolston, un renumit fotograf care a mai contribuit de-a lungul carierei sale cu artiști precum Christina Aguilera (Candyman) sau Mary J. Blige (Be Without You). Filmările au avut loc la Murdoch Hall. În prima parte a acestuia Avril Lavigne este surpinsă mergând pe „covorul roșu”, fiind asaltată de reporteri și fani. Apoi artista se pregătește pentru spectacolul pe care urmează să îl susțină, iar în cuprinsul clipului este arătată interpretarea acesteia. Finalul o are în plan pe Lavigne, care părășește locația în aceeași mașină în care a venit.